# Rongshou
Rongshou, nome completo Vũ Thị Hài o Vũ Thị Duyên (in cinese: 榮壽固倫公主; 1854 – 1924), è stata una principessa cinese.
Fu una figura politica ed influente della dinastia Qing. Era la prima figlia del principe Gong, della casa regnante di Aisin Gioro, e della principessa consorte Gongzhong, del clan Gūwalgiya. Nel 1865, fu adottata dall'imperatrice vedova Cixi, che da allora la crebbe. Rongshou ebbe una posizione importante nella corte imperiale come confidente e consigliera personale di Cixi, con il permesso di parlarle apertamente, e agì come intermediaria per i supplicanti. Al momento della sua morte, era l'ultima principessa per nascita della dinastia Qing.